# L'Incroyable Hulk (film)
Pour les articles homonymes, voir Hulk (homonymie).
Série l'univers cinématographique Marvel
Iron Man
(2008) Iron Man 2
(2010)
Pour plus de détails, voir Fiche technique et Distribution.
L'Incroyable Hulk (The Incredible Hulk) est un film américain réalisé par Louis Leterrier, sorti en 2008.
Il est basé sur un scénario de Zak Penn (auquel a aussi collaboré Edward Norton), d'après les personnages créés par Stan Lee et Jack Kirby. C'est le deuxième film de l'univers cinématographique Marvel et de sa phase une.
Il s'agit d'un reboot par rapport au film Hulk d'Ang Lee (sorti en 2003) même s'il peut aussi être considéré comme une suite. En effet, le film d'Ang Lee décrit la genèse du personnage tandis que L’Incroyable Hulk présente sa lutte contre lui-même. En outre, Hulk se termine sur une fuite en Amérique du Sud, et c'est sur ce même continent qu'on retrouve le personnage au début de L'Incroyable Hulk.

## Synopsis
En 2010, caché dans la favela de Rocinha au Brésil, Bruce Banner tente de percer le secret du mal qui l'afflige. À chaque fois que son pouls grimpe en flèche, en raison du stress ou de la colère, ce scientifique réputé, exposé il y a cinq ans à une forte dose de rayons gamma, se transforme en géant vert invincible, impulsif et parfois même meurtrier.
Banner vient toutefois d'être retrouvé par le lieutenant général Thaddeus « Thunderbolt » Ross, qui veut extraire l'information de son sang (les données biochimiques) pour ensuite la disséquer et la dupliquer afin d'en faire une arme. Le scientifique parvient cependant à prendre la fuite et retourne aux États-Unis dans l'espoir de mettre la main sur le protocole médical responsable de son mal, ce qui l'aiderait dans sa quête d'un éventuel antidote. Bruce espère également revoir sa fiancée Betty Ross, biologiste qu'il a grièvement blessée lors de sa première transformation. Or, c'est le père de la jeune femme, le général Ross, qui, aux côtés du capitaine Emil Blonsky, un soldat d'élite en mal de pouvoir, coordonne la traque de Banner.
Pour mettre toutes les chances de son côté, Ross inocule un sérum dont l'origine remonte à la Seconde Guerre mondiale à Blonsky, le sérum du « Super-Soldat », censé augmenter ses capacités physiques. Banner retrouve Betty, qui travaille à l'université Culver, en Virginie. Après avoir été repéré par les Forces armées des États-Unis, Blonsky décide de lancer l'attaque sur Hulk à l'université Culver, qui se retrouve alors encerclé par les forces armées. Finalement, Hulk réussit à massacrer plusieurs soldats et à violemment stopper Blonsky, qui essayait de le défier au corps à corps. Hulk et Betty réussissent alors à s'échapper et à se cacher dans le Parc national des Great Smoky Mountains pour la nuit.
Le lendemain, Bruce et Betty se rendent à New York pour rencontrer le Dr Samuel Sterns, un scientifique du Grayburn College avec lequel Bruce correspondait depuis le Brésil, et se rendent compte que ce dernier a synthétisé son sang, pensant que Hulk est le prochain stade de l'évolution. Terrifié, Bruce lui demande de détruire les échantillons produits, mais les forces de Ross interviennent à nouveau. Alors que Bruce et Betty sont capturés, Blonsky force le scientifique à lui injecter des échantillons du sang de Hulk ; le mélange de ce produit avec le sérum déjà présent dans le corps de Blonsky provoque sa métamorphose : il devient ainsi l'Abomination, un monstre carburant à l'adrénaline et à l'agressivité et dont les pouvoirs concordent avec ceux de Hulk. Peu après que la créature se soit échappée du laboratoire, Sterns reçoit lui aussi par accident un échantillon du sang de Bruce au niveau de sa blessure au front, entraînant à son tour une mutation. Une lutte colossale s'engage à Harlem avec l'Abomination après que Banner a été contraint de faire appel à Hulk pour sauver la ville de la destruction totale.
Un mois a passé depuis la victoire de Hulk et sa fuite. Betty pense toujours à lui. Habitant désormais en Colombie-Britannique, Bruce fait régulièrement des séances de méditation. Lors d'une séance, ses yeux tournent au vert, mais il sourit néanmoins, laissant supposer qu'il peut désormais contrôler sa transformation.
Le général Ross, défait, croise Tony Stark dans un bar. Il dit à Ross que le programme Super-Soldat n'avait pas été gelé pour rien. Stark finit en lui révélant qu'ils mettent une équipe sur pied. Ross demande à Stark qui sont ses partenaires.

## Fiche technique
Sauf indication contraire, les informations mentionnées dans cette section peuvent être confirmées par les bases de données cinématographiques IMDb et Allociné,  présentes dans la section « Liens externes ».
- Titre original : The Incredible Hulk
- Titre français : L'Incroyable Hulk
- Réalisation : Louis Leterrier
- Scénario : Zak Penn, collaboration au scénario Edward Norton et Louis Letterier, d'après le personnage de comics créé par Stan Lee et Jack Kirby
- Musique : Craig Armstrong
- Direction artistique : Page Buckner, Daniel T. Dorrance et Andrew M. Stearn
- Décors : Kirk M. Petruccelli
- Costumes : Denise Cronenberg et Renee Fontana
- Photographie : Peter Menzies Jr.
- Son : Chris Carpenter, Andy Koyama, Michael Babcock
- Montage : John Wright, Rick Shaine et Vincent Tabaillon
- Production : Avi Arad, Kevin Feige et Gale Anne Hurd
  - Production déléguée : Stan Lee, David Maisel et Jim Van Wyck
  - Production associée : Stephen Broussard, Michael J. Malone et John G. Scotti
  - Coproduction : Kurt Williams
  - Assistant de production : Maria Claudia Reis
- Sociétés de production[1] :
  - États-Unis : Marvel Studios et Valhalla Motion Pictures, présenté par Universal Pictures et Marvel Enterprises
  - Canada : MVL Incredible Productions[2]
- Société de distribution : Universal Pictures (États-Unis et Canada) ; SND Films (France) ; Universal Pictures International (Belgique et Suisse)
- Budget : 125 millions de $[3] ; 150 millions de $c[4]
- Pays de production :  États-Unis,  Canada
- Langues originales : anglais, portugais, espagnol
- Format[5] : couleur (Technicolor) - 35 mm /  70 mm / D-Cinema - 2,39:1 (Cinémascope) (Panavision) - son Dolby Digital | SDDS | DTS | DTS (DTS: X) | Mono
- Genre : action, aventures, fantastique, science-fiction, super-héros
- Durée : 112 minutes ; 135 minutes (director's cut)
- Dates de sortie[6] :
  - États-Unis : 8 juin 2008 (première mondiale à Hollywood)[7] ; 13 juin 2008 (sortie nationale) ; 30 août 2018 (IMAX version)
  - Québec : 13 juin 2008[8]
  - Belgique : 25 juin 2008[9]
  - Suisse romande : 2 juillet 2008[10]
  - France : 23 juillet 2008
- Classification[11] :
  - États-Unis : accord parental recommandé, film déconseillé aux moins de 13 ans (PG-13 - Parents Strongly Cautioned)[Note 2]
  - Canada (Alberta/Manitoba/Ontario) : certaines scènes peuvent heurter les enfants - accord parental souhaitable (PG - Parental Guidance)
  - Canada (Colombie-Britannique) : les enfants de moins de 14 ans doivent être accompagnés d'un adulte (14A - 14 Accompaniment)
  - Québec : tous publics (G - General Rating)
  - France : tous publics (conseillé à partir de 10 ans)[12],[13]
  - Belgique : tous publics (Alle Leeftijden)[9]
  - Suisse romande : interdit aux moins de 12 ans[14]

## Distribution
- Edward Norton (VF : Damien Boisseau ; VQ : Antoine Durand) : Bruce Banner / Hulk
- Liv Tyler (VF : Marie-Laure Dougnac ; VQ : Isabelle Leyrolles) : Elizabeth « Betty » Ross
- Tim Roth (VF : Lionel Tua ; VQ : Sébastien Dhavernas)  : le capitaine Emil Blonsky / l'Abomination
- William Hurt (VF : Féodor Atkine ; VQ : Jean-Marie Moncelet) : le lieutenant général Thaddeus « Thunderbolt » Ross
- Tim Blake Nelson (VF : Patrick Béthune ; VQ : Gilbert Lachance) : Dr Samuel Sterns
- Ty Burrell (VQ : Yves Soutière) : Leonard « Doc » Samson
- Christina Cabot (VQ : Manon Arsenault) : la major Kathleen « Kat » Sparr
- Peter Mensah (VF : Stéphane Fourreau ; VQ : Alexandre Fortin) : le général Joe Greller
- Paul Soles (VF : Marc Cassot ; VQ : Claude Préfontaine) : Stanley Lieber
- Débora Nascimento : Martina
- Martin Starr : Computer Nerd (Roger Harrington)
- Lou Ferrigno : Hulk (voix en VO) / l'agent de sécurité de l'université où travaille Betty (caméo)
- Stan Lee : l'homme âgé qui boit le soda contaminé par le sang de Bruce Banner (caméo)
- Rickson Gracie : le professeur de sport de Banner (caméo)
- Joris Jarsky : un soldat
- Robert Downey Jr. (VF : Bernard Gabay ; VQ : Carl Béchard) : Tony Stark / Iron Man (caméo, non crédité)

## Production

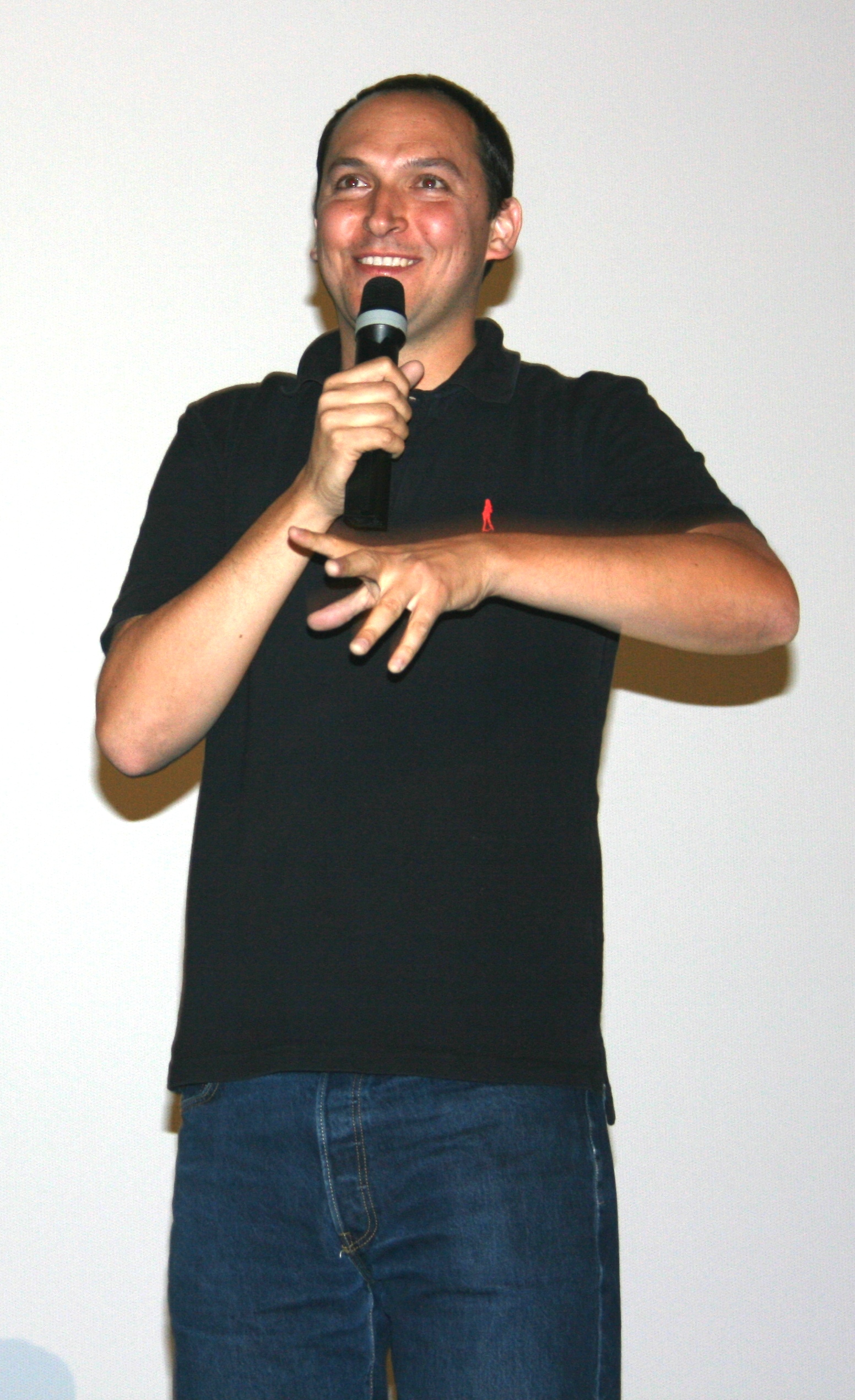
Le réalisateur Louis Leterrier lors d'une avant-première de L'Incroyable Hulk à Paris.

### Genèse et développement
Après une première adaptation au cinéma, réalisée par Ang Lee sortie en 2003 avec Eric Bana dans le rôle de Hulk, Marvel Studios s'est réapproprié les droits du personnage en vue de produire une nouvelle adaptation. Le scénariste Zak Penn a été sollicité pour travailler sur une suite plus proche du comics originel et de la série télévisée.
En août 2005, Marvel fonde une filiale spécialisée à la production cinématographique au travers de partenariats nommée MVL Productions. L'un des partenariats est conclu avec Paramount et concerne la production et la distribution de dix films. Le premier film de Paramount est consacré à Iron Man prévu pour 2008. Un contrat similaire est signé avec Universal et débute par le film L'Incroyable Hulk aussi prévu en 2008, reprenant les mêmes termes que celui avec Paramount.

### Attribution des rôles
Edward Norton accepte de tenir le rôle-titre, à condition de pouvoir réécrire à sa guise le scénario. Le script original est ainsi largement retravaillé et des scènes de flashback sont ajoutées pour expliquer les origines du monstre vert, faisant ainsi abstraction du premier film. Norton expliqua ultérieurement que ses intentions originelles étaient de faire deux films plutôt sombres et sérieux, dans la veine de la trilogie The Dark Knight, en exploitant le fait que Hulk représente selon lui le mythe Prométhéen.
Samuel Sterns, joué par Tim Blake Nelson, a été ajouté au scénario afin qu'il devienne un ennemi de Hulk dans une éventuelle suite. Il incarnerait alors le Leader (lorsque Blonsky se transforme en Abomination et endommage le laboratoire de Samuel Sterns, le sang de Banner coule sur le crâne blessé de Sterns, sa tête commence à grossir puis on le voit esquisser un large sourire).

### Tournage
Le tournage a lieu en grande partie à Toronto, au Canada en 2007. Louis Leterrier visait à créer des monstres plus réels, plus effrayants. Il fit refaire l'apparence de l'Abomination, à l'origine un humanoïde reptilien, pour en faire un monstre à la colonne vertébrale protubérante et aux muscles hypertrophiés.

### Montage du film et scènes coupées
Le montage du film fut le fruit de nombreuses tensions entre Louis Leterrier, Edward Norton et Marvel Studios. L'acteur et le réalisateur du film voulaient donner à L'incroyable Hulk une approche plus cérébrale tandis que le studio était désireux d'en faire un produit commercial. À l'été 2008, Louis Leterrier déclare que 70 minutes du film (soit plus d’une heure de contenu inédit) ont été coupées.
45 minutes de scènes coupées furent dévoilées sur les éditions Blu-ray du film, comprenant notamment une scène d'ouverture inédite où un Bruce Banner en plein désespoir fait une tentative de suicide dans le territoire de l'Arctique, plusieurs séquences  additionnelles montrant le quotidien de Banner pendant son exil au Brésil, des scènes inédites de l’intrigue secondaire où Banner mène l'enquête pour retrouver les fichiers informatiques de l'expérience qui a créé Hulk, de nombreuses scènes supplémentaires approfondissant la romance entre Bruce Banner et Betty Ross et la tragédie de Banner de s’être éloigné de la société, plusieurs scènes dévoilant l'obsession du général Thaddeus Ross envers Hulk et les tensions qu'il rencontre auprès de ses supérieurs hiérarchiques ainsi qu'un rôle plus conséquent pour Ty Burell qui interprète Leonard Samson dont la grande majorité des scènes avaient été supprimées dans la version sortie au cinéma,,,.
En 2019, Edward Norton donne plus de détails sur la production du film : « Je me sentais triste que ce que Louis et moi avions décidé de faire, en termes d'adopter une approche plus proche de celle de Christopher Nolan pour créer quelque chose d'un peu plus sombre et sérieux, ils aient fini par être en quelque sorte stérilisés. Le scénario que j’ai écrit pour eux avait une vision en deux parties, presque celle de Batman Begins et The Dark Knight. »

## Bande originale
Bandes originales de l'Univers cinématographique Marvel
Iron Man
(2008) Iron Man 2
(2010)
La bande originale est composée par l’écossais Craig Armstrong.

## Accueil

### Accueil critique
Sorti le 13 juin 2008 sur le continent nord-américain, L'Incroyable Hulk a été plutôt bien reçu par les critiques pour son retour aux sources du super-héros, la qualité des effets spéciaux et le jeu d’Edward Norton.
Sur l'agrégateur américain Rotten Tomatoes, le film récolte 67 % d'opinions favorables pour 231 critiques, soit 6 points de plus que Hulk d'Ang Lee sorti en 2003. Sur Metacritic, il obtient une note moyenne de 61⁄100 pour 38 critiques.
En France, le film obtient une note moyenne de 3,4⁄5 sur le site Allociné, qui recense 22 titres de presse.

### Box office
| Pays ou région | Box-office        | Date d'arrêt du box-office | Nombre de semaines |
| -------------- | ----------------- | -------------------------- | ------------------ |
| États-Unis     | 134 806 913 $     | 10 août 2008               | 9                  |
| France         | 1 022 782 entrées | 26 août 2008               | 5                  |
| Total mondial  | 264 770 996 $     | 26 août 2008               | 11                 |

L'Incroyable Hulk est le troisième plus gros succès du réalisateur Louis Leterrier et le vingt-et-unième de l'année.

## Distinctions
Entre 2008 et 2012, le film L'Incroyable Hulk a été sélectionné 13 fois dans diverses catégories et a remporté 1 récompense,.

### Récompenses
2009
- Société Américaine des Compositeurs, Auteurs et Éditeurs de Musique (ASCAP) : Prix ASCAP des meilleurs films au box-office pour Craig Armstrong.

### Nominations
2008
- Alliance des femmes journalistes de cinéma : Remake qui n'aurait pas dû être fait.
- Prix du jeune public : Meilleur film d'action / aventure de l'été.
- Prix nationaux du cinéma (Royaume-Uni) :
  - Meilleur film de super-héros,
  - Meilleur acteur pour Edward Norton.
- Prix Schmoes d'or :
  - Meilleur film de science-fiction de l'année,
  - Film le plus sous-estimé de l'année,
  - Meilleure scène d'action de l'année pour le combat final contre l'Abomination.
- Prix Scream :
  - Meilleur film fantastique,
  - Meilleur remake.

2009
- Académie des films de science-fiction, fantastique et d'horreur - Prix Saturn : 
  - Meilleur film de science-fiction,
  - Meilleure édition DVD d'un ancien programme télévisé.

2012
- Festival du film Jules Verne : Meilleur film d'aventure ou de science-fiction.

## Analyse

### Influences
Hulk est un personnage très populaire de l'univers des comics de Marvel. Il a été créé par Stan Lee et Jack Kirby et a par la suite été repris par de nombreux auteurs. En 1977, en raison de la popularité croissante du personnage, deux téléfilms furent diffusés sur CBS avec Bill Bixby dans le rôle de David Banner, Jack Colvin dans le rôle du journaliste Jack McGee et Lou Ferrigno dans le rôle de Hulk. Ces téléfilms furent suivis d'une série télévisée diffusée de 1978 à 1982. Puis quatre autres téléfilms furent tournés, un en 1978, qui a servi de pilote pour la saison 2 et, 6 ans après la fin de la série, les producteurs décidèrent de relancer la machine et de tourner trois nouveaux téléfilms qui lui firent suite.
En 1988 sort Le Retour de l'incroyable Hulk avec Thor, un autre personnage de Marvel. Puis en 1989, Le Procès de l'incroyable Hulk, avec Daredevil. Le troisième et dernier téléfilm sort en 1990 La Mort de l'incroyable Hulk qui marque la fin de ce qui avait commencé avec Bill Bixby et Lou Ferrigno, en 1977.